# Thomas-Robert Bugeaud

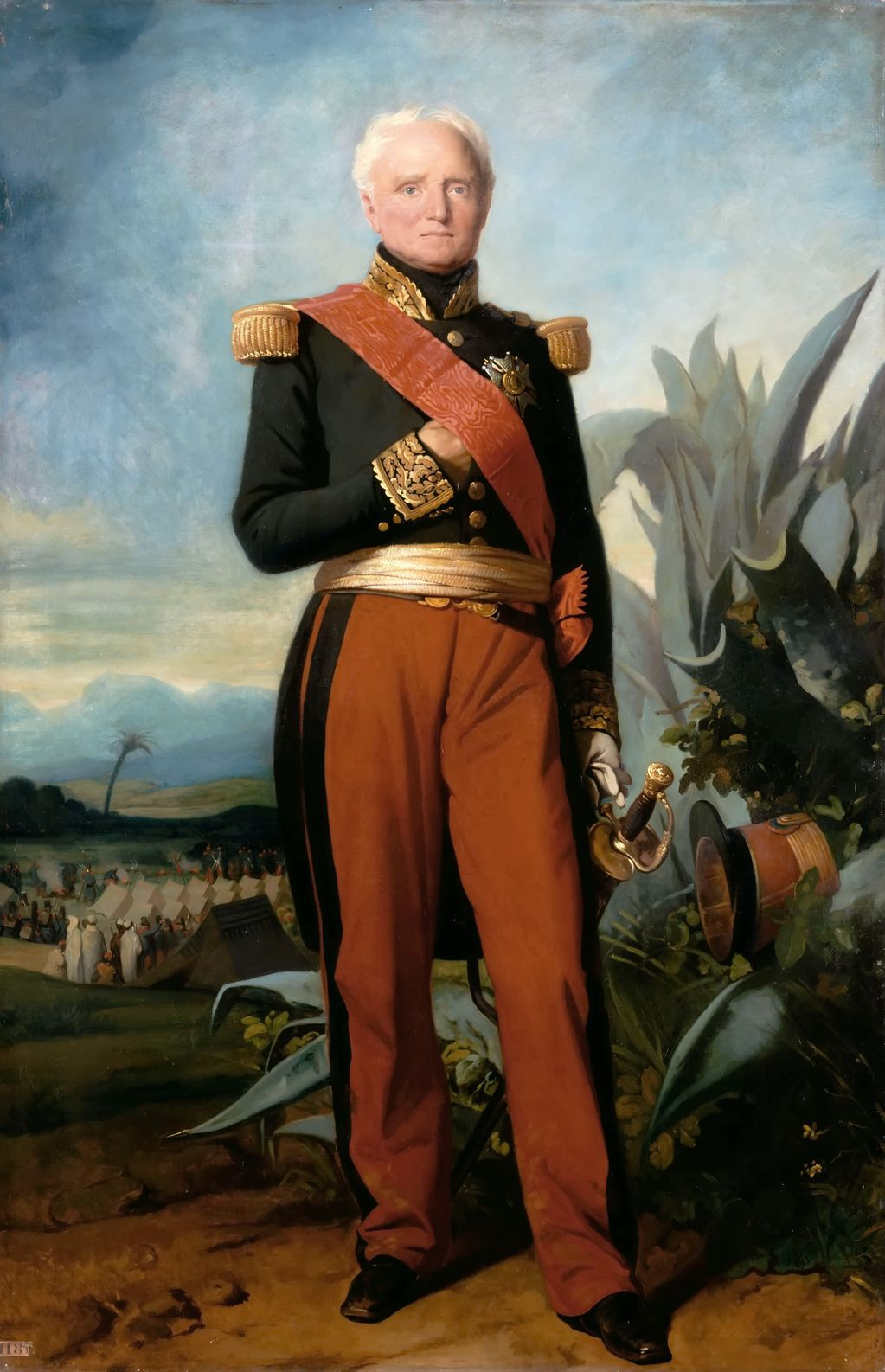
Portret door Charles-Philippe Larivière

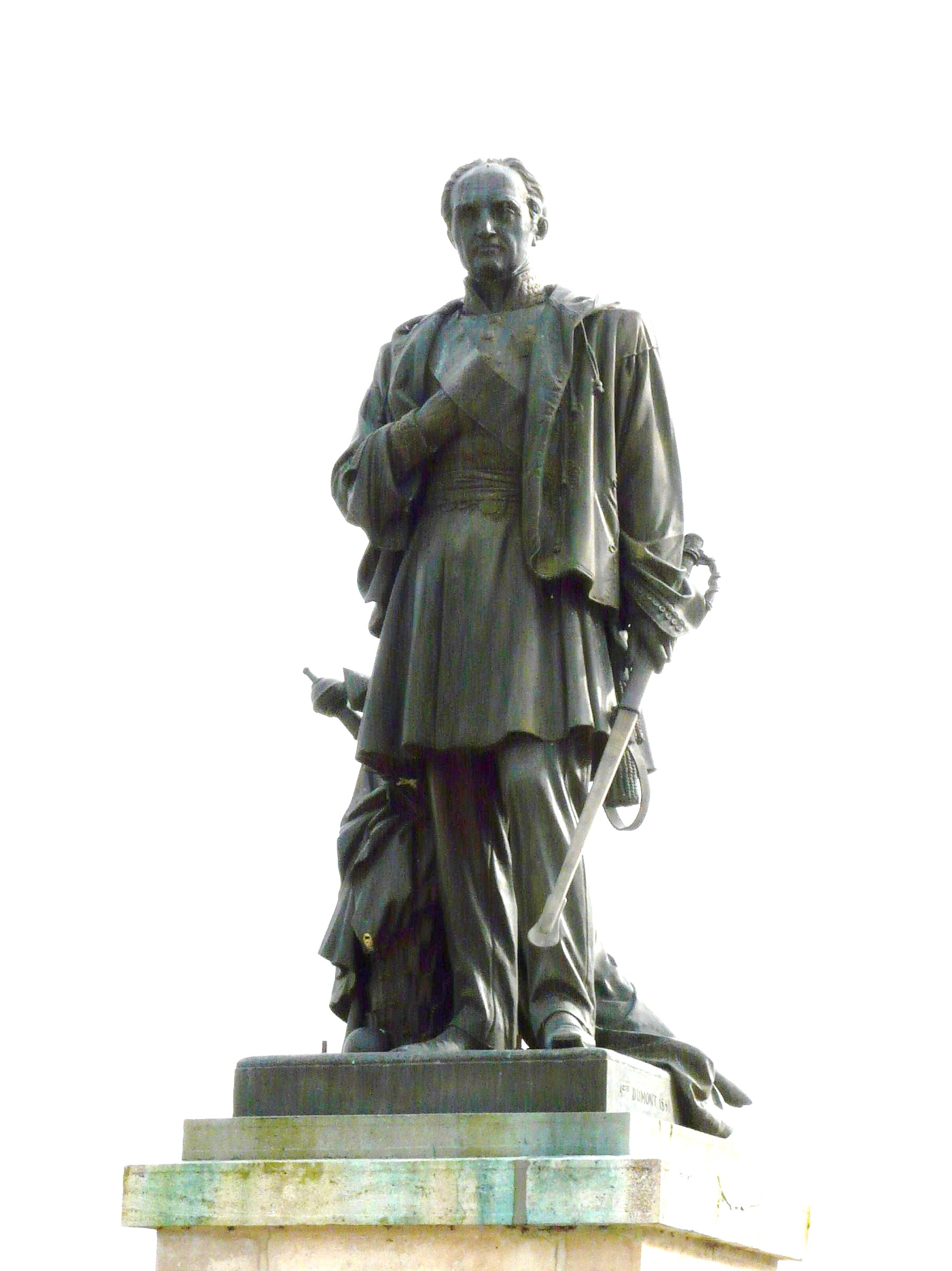
Standbeeld van Bugeaud dat na zijn dood werd opgericht in Algiers en na de Algerijnse onafhankelijkheid opnieuw werd opgericht in Excideuil

Thomas-Robert Bugeaud de la Piconnerie (Limoges, 1784 – Parijs, 10 juni 1849) was een Franse generaal, maarschalk van Frankrijk en hertog van Isly.

## Vroege carrière
Bugeaud stamde uit een familie van landadel uit Périgord. Bugeaud was gehuwd met Élisabeth Marie Jouffre de Lafaye (1799-1874). In 1803 begon hij te werken in de kanonnengieterij van zijn latere schoonbroer Jean Festugière in de Dordogne, maar koos toch al snel voor een militaire carrière. Hij diende in het keizerlijke leger van Napoleon, onder andere in Spanje. Bij de terugkeer van Napoleon uit ballingschap leidde hij een leger dat in Savoye de Oostenrijkers terugdrong. Hij verdiende zijn bijnaam de cipier van Blaye begin jaren 1830, toen hij belast was met bewaking van Maria Carolina van Bourbon-Sicilië, de troonpretendente van de Bourbons. Zij was gevangengezet in de citadel van Blaye. In 1834 was Bugeaud belast met het neerslaan van een straatopstand in Parijs. Zijn troepen gingen erg driest te werk, waarmee hij zijn tweede bijnaam, de beul van de rue Transnonain, verdiende.

## Koloniale oorlog in Algerije
In 1836 werd Bugeaud naar Algerije gezonden, aan het hoofd van een leger van 80.000 man. In juli van dat jaar versloeg hij Abd al-Kader in de Slag bij de Sikkak. Op politiek gebied werd gekozen voor een verdeel-en-heerstactiek. Zo installeerde hij een systeem van indirect bestuur, waarbij lokale Arabische leiders via Arabische bureaus verbonden waren met het Franse bestuur. Op militair gebied voerde hij verschillende veranderingen door. Om de beweeglijke Algerijnse opstandelingen te bestrijden voerde hij mobiele colonnes in. Deze waren licht uitgerust met pakpaarden en muilezels en konden snel terugslaan. Hij voerde een nieuw uniform in dat beter aangepast was aan het klimaat en zorgde voor betere leefomstandigheden voor zijn troepen. Dat leverde hem de bijnaam le père Bugeaud op (vader Bugeaud). Hij schrok er niet voor terug hele dorpen te vernietigen en de bevolking uit te hongeren of te vermoorden.
In 1837 sloot Bugeaud het Verdrag van Tafna met de opstandige Abd al-Kader. In 1839 brak echter opnieuw oorlog uit. In 1841 werd Bugeaud benoemd tot gouverneur-generaal van Algerije. Op 14 mei 1843 slaagde het Franse leger erin het tentenkamp van Abd al-Kader te veroveren en die laatste moest naar Marokko vluchten. Bugeaud werd dat jaar de titel maarschalk van Frankrijk toegekend. Op 14 augustus 1844 werd Abd al-Kader verslagen in de slag bij de rivier de Isly in Marokko. Dit leverde Bugeaud de titel van hertog van Isly op. Datzelfde jaar gaf Bugeaud zijn ontslag omdat hij zich onvoldoende gesteund voelde vanuit Frankrijk. Hij werd vervangen door Hendrik van Orléans. Op 23 december 1847 gaf Abd al-Kader zich over aan de Fransen en werd gevangen genomen. Bugeaud keerde naar Frankrijk terug en stierf niet lang daarna aan cholera.

## Schrijver
Bugeaud was auteur van La guerre des rues et des maisons, Jean-Paul Rocher, Parijs, 1997. Het manuscript dateert van omstreeks 1848, maar het werd pas anderhalve eeuw later gepubliceerd.